# Taís Prioste
Pas d'image ? Cliquez ici

a Compétitions nationales et continentales officielles uniquement.

b Matchs officiels uniquement.
Taís Prioste, née vers 1999 à Fortaleza (Brésil), est une joueuse internationale brésilienne de rugby à XV qui évolue au poste de pilier. Elle joue en France, à l'AC Bobigny 93.

## Biographie
Née à Fortaleza au sein d'une fratrie de sept enfants, Taís Prioste pratique le football et rêve de devenir professionnelle. Elle ne découvre le rugby à XV qu'à l'université, sur les conseils d'une amie qui l'incite à rejoindre un entrainement. Ayant obtenu une bourse pour ses études, elle dispute le championnat universitaire du Brésil.
Elle devient internationale en 2022, contre la Colombie.
En 2023, elle rejoint le Montpellier HR et devient ainsi la première brésilienne à jouer en Championnat de France.
Elle effectue un court passage à la Western Force, en Australie,. Puis en juin 2024, elle fait partie de l'équipe nationale brésilienne qui obtient sa toute première qualification pour une Coupe du monde en battant la Colombie (34-13).
En 2024-2025, Taís Prioste rejoint l'AC Bobigny 93,.
En juillet 2025, elle est sélectionnée pour disputer la première Coupe du monde de l'histoire des Yaras. Si plusieurs joueuses de l'équipe évoluent à l'étranger, elle est la seule à jouer en France.

## Palmarès
Néant.